# Ecuador ai Giochi della XXXIII Olimpiade
L'Ecuador ha partecipato ai Giochi della XXXIII Olimpiade che si sono svolti a Parigi dal 26 luglio all'11 agosto 2024, con una delegazione di 40 atleti, 16 uomini e 24 donne in 12 sport e in 14 discipline. 

## Medagliere

### Medaglie
| Medaglia | Nome                         | Sport             | Evento                               |
| -------- | ---------------------------- | ----------------- | ------------------------------------ |
| Oro      | Brian Pintado                | Atletica leggera  | Marcia 20 km maschile                |
| Argento  | Brian Pintado Glenda Morejón | Atletica leggera  | Maratona di marcia a staffetta mista |
| Argento  | Lucía Yépez                  | Pugilato          | 53 kg femminile                      |
| Bronzo   | Angie Palacios               | Sollevamento pesi | 71 kg femminile                      |
| Bronzo   | Neisi Dajomes                | Sollevamento pesi | 81 kg femminile                      |

## Delegazione
| Sport              | Uomini | Donne | Totale |
| ------------------ | ------ | ----- | ------ |
| Atletica leggera   | 4      | 11    | 15     |
| Ciclismo           | 2      | 0     | 2      |
| Equitazione        | 3      | 0     | 3      |
| Judo               | 0      | 1     | 1      |
| Lotta              | 1      | 3     | 4      |
| Nuoto              | 2      | 1     | 3      |
| Pentathlon moderno | 1      | 1     | 2      |
| Pugilato           | 2      | 1     | 3      |
| Sollevamento pesi  | 0      | 3     | 3      |
| Tennistavolo       | 1      | 0     | 1      |
| Tiro               | 0      | 2     | 2      |
| Triathlon          | 0      | 1     | 1      |
| Totale             | 16     | 24    | 40     |

## Risultati

### Atletica leggera
| Q | Qualificato al turno successivo per la posizione in qualificazione                                                           |
| q | Qualificato per il turno successivo per ripescaggio o, negli eventi su campo, conquistando la misura minima per qualificarsi |

Eventi su pista e strada
| Atleta              | Evento                       | Batteria  | Batteria  | Ripescaggio | Ripescaggio | Semifinale | Semifinale | Finale    | Finale    |
| Atleta              | Evento                       | Risultato | Posizione | Risultato   | Posizione   | Risultato  | Posizione  | Risultato | Posizione |
| ------------------- | ---------------------------- | --------- | --------- | ----------- | ----------- | ---------- | ---------- | --------- | --------- |
| David Hurtado       | 20 km marcia maschile        | N.D.      | N.D.      | N.D.        | N.D.        | N.D.       | N.D.       |           |           |
| Brian Pintado       | 20 km marcia maschile        | N.D.      | N.D.      | N.D.        | N.D.        | N.D.       | N.D.       |           |           |
| Jordy Jiménez       | 20 km marcia maschile        | N.D.      | N.D.      | N.D.        | N.D.        | N.D.       | N.D.       |           |           |
| Ángela Tenorio      | 100 metri femminili          |           |           | N.D.        | N.D.        |            |            |           |           |
| Nicole Caicedo      | 200m femminili               |           |           |             |             |            |            |           |           |
| Nicole Caicedo      | 400 metri femminili          |           |           |             |             |            |            |           |           |
| Aimara Nazareno     | 200 metri femminili          |           |           |             |             |            |            |           |           |
| Anahí Suárez        | 200 metri femminili          |           |           |             |             |            |            |           |           |
| Maribel Caicedo     | 100 metri ostacoli femminili |           |           | N.D.        | N.D.        |            |            |           |           |
| Rosa Chacha         | Maratona Donne               | N.D.      | N.D.      | N.D.        | N.D.        | N.D.       | N.D.       |           |           |
| Silvia Ortiz        | Maratona Donne               | N.D.      | N.D.      | N.D.        | N.D.        | N.D.       | N.D.       |           |           |
| Mary Granja         | Maratona Donne               | N.D.      | N.D.      | N.D.        | N.D.        | N.D.       | N.D.       |           |           |
| Glenda Morejón      | 20 km marcia femminili       | N.D.      | N.D.      | N.D.        | N.D.        | N.D.       | N.D.       |           |           |
| Magaly Bonilla      | 20 km marcia femminili       | N.D.      | N.D.      | N.D.        | N.D.        | N.D.       | N.D.       |           |           |
| Paula Milena Torres | 20 km marcia femminili       | N.D.      | N.D.      | N.D.        | N.D.        | N.D.       | N.D.       |           |           |
|                     | Staffetta di marcia mista    | N.D.      | N.D.      | N.D.        | N.D.        | N.D.       | N.D.       |           |           |

Eventi su campo
| Athlete           | Event                   | Qualification | Qualification | Final  | Final     |
| Athlete           | Event                   | Misura        | Posizione     | Misura | Posizione |
| ----------------- | ----------------------- | ------------- | ------------- | ------ | --------- |
| Juan José Caicedo | Lancio del disco Uomini |               |               |        |           |